# Nero Alberti da Sansepolcro
Pour les articles homonymes, voir Alberti.
Nero Alberti da Sansepolcro né Romano Alberti da Sansepolcro (Sansepolcro, 1502 - 1568), connu précédemment comme maître anonyme sous le nom de Maestro di Magione, est un sculpteur italien.

## Biographie
Il avait un atelier à Sansepolcro et un à Rome où il produisait des statues de bois, des plafonds à caissons, des appareils éphémères pour les fêtes patronales, des appareillages statuaires anthropomorphes composés de matériaux hétéroclites autour d'une âme de bois enveloppé de chiffons et de matériaux pauvres comme des cordes ou de l'étoupe, recouverts ensuite de plusieurs couches de plâtre et coloriés, qui servaient habillés pour les processions.
Il est le père de Durante Alberti (dit Durante del Nero).